# Асланбегов, Аврамий Богданович
Авраамий Богданович Асланбегов (1822, Баку — 1900, Санкт-Петербург) — российский флотоводец и историк флота, вице-адмирал. Из кабардинского рода Асланбеговых.

## Биография

### Происхождение
Авраамий Асланбегов родился в 1822 году. О его родителях в «Родословной книги дворянства Московской губернии» было сказано, что отец Богдан Абрамович Асланбегов «из дворян черкесской нации, р. [в] 1769... [Умер] 5 июня 1844, [в возрасте] 70 лет. [Жена] дочь мичмана Марья Ильин[ична] Юшкевич. [Умерла] 6 июня 1842, [в возрасте] 50 лет». Помимо Аврамия, в семье было ещё пятеро детей: сын Илья и дочери Елизавета, Марья, Вера и Александра. В послужном списке отца отмечено, что он родился около 1769 года, происходит «из дворян черкесской нации, греческого исповедания» и 29 сентября 1827 года был принят в российское дворянство.
Прадед по отцовской линии — Асланбек — в конце XVII-начале XVIII веков бежал от феодальной междоусобицы в Кабарде. Когда встал вопрос о причислении к дворянству Российской империи, Богдан Асланбегов обратился с просьбой подтвердить происхождение Асланбека из кабардинских князей и 20 апреля 1810 года картлийская царица Мария с восемью царевичами письменно удостоверили происхождение Асланбека из кабардинских князей. В октябре 1820 года 12 грузинских князей и дворян подтвердили это свидетельство. Члены Кабардинского временного суда (князь Кучук Джанхотов, Алимурза Коголкин, Беслан Куденетов, кадий Умар Шеретлоков, Якуб Шарданов) в 1828 году также свидетельствовали в пользу того, что Асланбек происходит из кабардинских князей.
Несмотря на имеющиеся свидетельства о происхождение предков Авраамия Асланбекова из кабардинских князей, в литературе встречаются утверждения о его армянском, азербайджанском и кумыкском происхождении.

### Послужной список
5 сентября 1835 года поступил в петербургский Морской кадетский корпус. 7 января 1837 года окончил кадетский корпус с отличием и занесением фамилии на мраморную доску и был направлен на Балтийский флот. 1837—1838 годы - служба на фрегатах «Прозерпина» и «Александр Невский».
21 декабря 1838 года произведён в мичманы.
1839—1842. Определён на гидрографическое отделение Офицерского класса при Морском кадетском корпусе. 28 октября 1842 года окончил Офицерские классы и был направлен на Черноморский флот с производством в лейтенанты флота.
В 1842—1853 годах Служил на кораблях «Селафиил», «Варшава», на бриге «Фемистокл». Участвовал в высадках десанта у абхазских берегов и боях с горцами.
Участвовал в Крымской войне 1853—1856 годов. 4 сентября 1853 года был назначен командиром тендера «Поспешный». В 1854 году командир пароходофрегата «Эльбрус».
27 августа 1854 года контужен, во время отражения очередного штурма Севастополя. 6 декабря 1854 года произведён в капитан-лейтенанты. С 1 сентября 1855 года командир 42-го флотского экипажа и начальник 1-й оборонительной линии на Северной стороне Севастополя.
В 1855—1858. Командир 36-го флотского экипажа при Николаевском порте.
12 марта 1858—1864. Командир первого на Чёрном море винтового корвета «Сокол», плавал в Средиземноморье.
1 января 1862 года — Капитан 2-го ранга.
7 января 1864 года назначен командиром винтового линейного корабля «Ретвизан». 1 января 1866 года присвоено звание капитан 1-го ранга.
В 1868 году стал командиром фрегата «Соломбала» и был причислен к штабу командующего первой Практической эскадры броненосного флота вице-адмирала Г. И. Бутакова.
В 1869—1872 годах член комиссий по развитию торгового мореплавания и судостроения в Курляндии, по определению перспектив развития военного и торгового портов в Севастополе.
28 марта 1871 года командир 3-го флотского экипажа.
1872 год — На праздновании 200-летия Петра I командовал ботиком Петра во время торжественной церемонии плавания по Москве-реке.
1876 год — Командир 8-го флотского экипажа.
1 января 1878 года был произведён в контр-адмиралы.
В августе 1879 года - начальник эскадры крейсеров (полуброненосные фрегаты «Минин», «Князь Пожарский» и «Герцог Эдинбургский», крейсеры «Азия» и «Африка», парусно-паровые клиперы), который он привел с Балтики на Дальний Восток. В 1881 году во главе отряда трех кораблей  совершил плавание по Тихому океану, посетив Канаду, США, Гавайи, Таити, Австралию и Индонезию. В 1881—1882 годах главный начальник всех российских морских сил на Тихом океане.
В 1883 году командующий эскадрой на Кронштадтском рейде. С 8 апреля 1884 года и по 1894 год - младший флагман Балтийского флота.
22 сентября 1887 присвоено звание вице-адмирал. В 1888 году избран действительным членом Императорского Русского географического общества. 
В 1898 году вышел в отставку.
Выступил инициатором создания «летучих эскадр» из быстроходных крейсеров океанского типа. Разработал перечень тактико-технических требований замечаний к кораблям крейсерского класса для учёта в последующем проектировании.
Похоронен на Пятницком кладбище в Москве.

## Награды
- орден Святого Станислава 2-й степени с императорской короной и мечами (1856)
- орден Святого Станислава 1-й степени (1881)
- орден Святой Анны 2-й степени с мечами (1855, императорская корона к ордену в 1859)
- орден Святой Анны 1-й степени (1883)
- орден Святого Владимира 4-й степени с бантом (1857) — за 25-летнюю выслугу в офицерских чинах
- орден Святого Владимира 3-й степени (1874)
- орден Святого Владимира 2-й степени (1885)
- орден Белого орла (1888)
- орден Святого Александра Невского (1898)
- серебряная медаль на георгиевской ленте для ношения в петлице «За защиту Севастополя» (1855)
- бронзовая медаль «В память войны 1853—1856 гг.» (1856)
- светло-бронзовая медаль «За усмирение польского мятежа» (1877)
- знак отличия беспорочной службы за XL лет (22 августа 1889)

Иностранные:
- сербский орден Таковского креста (1879)
- японский орден Восходящего солнца 2-й степени (1882)
- гавайский королевский орден Калакауа I 2-й степени (1882)

## Литературное наследие
Помимо опубликованных дневников обороны Севастополя, активно занимался историей Российского флота. Был членом Комитета по организации музея Севастопольской обороны. Составил биографии адмиралов П. С. Нахимова, (1868), А. С. Грейга (1873), ряда героев обороны Севастополя в 1854—1855 гг.
Асланбегов собрал коллекцию из 120 портретов участников обороны Севастополя, которую дополнил П. Ф. Рерберг и в 1903—1907 гг. издал в трёх томах в издании «Севастопольцы» с биографическими данными.

## Памятные места
Именем Асланбегова в 1882 году названы открытые и описанные экспедиций клипера «Пластун» пролив в Охотском море и полуостров на Сахалине (на карты название наносится с искажением фамилии: пролив Асланбекова и полуостров Асланбекова).